# Chung Thần Lạc
Chung Thần Lạc (tiếng Trung: 钟辰乐; sinh ngày 22 tháng 11 năm 2001), được biết đến với nghệ danh Chenle (Tiếng Hàn: 천러), là một nam ca sĩ người Trung Quốc đang hoạt động tại Hàn Quốc. Chenle ra mắt với tư cách ngôi sao nhí từ năm 9 tuổi tại quê nhà. Hiện anh đang là thành viên của nhóm nhạc nam Hàn Quốc NCT, nhóm nhỏ NCT Dream và NCT U do SM Entertainment thành lập và quản lý.

## Tiểu sử
Chenle sinh ngày 22 tháng 11 năm 2001 tại Hoàng Phố, Thượng Hải, Trung Quốc. Chenle có một anh trai lớn hơn 13 tuổi. Anh từng học tại Học viện Âm nhạc Hiện đại Bắc Kinh và đã tốt nghiệp ngày 4 tháng 5 năm 2020 cùng thành viên cùng nhóm Renjun.
Chenle tiếp xúc với nghệ thuật từ rất sớm. Năm 2006, anh tham gia khóa học hát và nhảy tại Shanghai TV Little Yingxing Art School, trường nghệ thuật có tiếng cho thiếu nhi trực thuộc Đài phát thanh và truyền hình Thượng Hải. Năm 2008, anh được nhận vào Đoàn nghệ thuật Yingxing Thượng Hải và học thanh nhạc dưới sự chỉ dẫn của cô giáo Hoàng Tịnh.
Ngày 6 tháng 3 năm 2016, mẹ của Chenle đã nhận được một cuộc điện thoại mời anh đến thử giọng từ SM Entertainment, mẹ của anh đã muốn từ chối vì lúc ấy gia đình chưa biết nhiều về K-pop, nhưng bố của Chenle đã biết SM từ trước và thảo luận cho anh đi thử giọng. Chenle vượt qua vòng thử giọng, gia nhập SM và ra mắt sau ba tháng đào tạo.

## Sự nghiệp

### 2009–2015: Trước khi ra mắt, hoạt động solo
Truớc khi gia nhập SM Entertainment, Chenle hoạt động với tư cách ca sĩ nhí, từng biểu diễn ở nhiều buổi hoà nhạc và chương trình truyền hình ở Trung Quốc và quốc tế. Tổng cộng Chenle đã phát hành 3 album và 1 concert solo trước khi bắt đầu trở thành thực tập sinh.
Năm 2009, Chenle tham gia một cuộc thi tuyển chọn tài năng âm nhạc của kênh thiếu nhi địa phương và dành được giải nhì cũng như giải thưởng Tràn đầy sức sống, từ đó bắt đầu nhận được lời mời tham gia các lễ hội cũng như xuất hiện trên truyền hình. Năm 2010, anh lần đầu tiên tham gia sân khấu nhạc kịch tại lễ khai mạc Shanghai World Expo. Cùng năm, Chenle tham gia chương trình China's Got Talent và thu hút được sự chú ý không nhỏ của công chúng.
Ngày 25 tháng 1 năm 2011, Chenle biểu diễn ca khúc "Memory" tại Buổi diễn mừng xuân Kỉ niệm 40 năm quan hệ ngoại giao Trung-Áo và trở thành ca sĩ trẻ tuổi nhất thế giới được mời biểu diễn tại Vienna Golden Hall. Ngày 16 tháng 6 năm 2011, Chenle trình diễn quốc ca Trung Quốc tại lễ khai mạc Tuần lễ âm nhạc Nie Er tại Nhà hát lớn Thượng Hải. 
Tháng 12 năm 2012, Chenle gặp Jisung (chưa gia nhập SM) tại chương trình International Children's Concert 2013. Năm 2013, anh cùng 3 người bạn khác tham gia làm giám khảo cho chương trình Super Children's Voice trên CCTV15. Tháng 6 cùng năm, anh tham gia chương trình Let's Sing Kids 2013 trên truyền hình Hồ Nam, thuộc đội của Dương Tông Vĩ.
Tháng 2 năm 2014, Chenle tổ chức một buổi hòa nhạc cá nhân tại Phòng hòa nhạc Thượng Hải.

### 2016–nay: Ra mắt với NCT và NCT Dream
Tháng 8 năm 2016, ở tuổi 14, anh gia nhập thị trường K-pop với việc ra mắt trong nhóm nhỏ NCT Dream của nhóm nhạc nam NCT trực thuộc SM Entertainment.
Chenle trở thành DJ chính trong chương trình radio Yuedong Seoul vào ngày 12 tháng 10 năm 2020, phát sóng từ 21 giờ đến 22 giờ (KST) và được phát trực tuyến trên kênh YouTube TBS eFM. Anh rời chưong trình vào ngày 12 tháng 9 năm 2021.
Ngày 24 tháng 2 năm 2021, Chenle đã có mặt trong ca khúc "Too Good" của IMLAY.

## Danh sách đĩa nhạc

### Album
- Tomorrow (2010)
- My Wings (2011)
- You Are There (2014)

### Đĩa đơn
| Tựa đề                            | Năm  | Ghi chú                                                                                         |
| --------------------------------- | ---- | ----------------------------------------------------------------------------------------------- |
| "Yellow Maple Leave"              | 2011 | Công chiếu "Time Song" của kênh Shanghai Art Humanities                                         |
| "Strong Children"                 | 2012 |                                                                                                 |
| "Do Not Be Afraid"                | 2012 | Nhạc phim Monster Wanted Order                                                                  |
| "Amazing Grace"                   | 2012 | Mở đầu chương trình Beware 00 của Thẩm Quyến TV                                                 |
| "An Angel"                        | 2012 | Mở đầu chương trình The Mysterious Baby Mid-Autumn Festival Concert with Rice của Thẩm Quyến TV |
| "Childhood Companion"             | 2012 | Nhạc phim Jade Qiaolin Story                                                                    |
| "Travel The Wind"                 | 2012 | Nhạc phim Jade Qiaolin Story                                                                    |
| "Can You Feel The Love Tonight "  | 2012 | Nhạc phim The Lion King                                                                         |
| "The Dragon's Romance" (龙月情缘) | 2014 | Trình diễn với Zeke & The Kiddos tại Buenos Aires, Argentina                                    |
| "A New Beginning" (新的开始)      | 2020 | Hợp tác với Renjun (NCT)                                                                        |
| "Too Good"                        | 2021 | Nằm trong EP Utopia của IMLAY                                                                   |
| "Snow Dream"                      | 2021 | Hợp tác với Yeri (Red Velvet), Haechan, Jisung (NCT), Ningning (Aespa)                          |